# Urraúl Bajo
Urraúl Bajo (en basque Urraulbeiti) est une municipalité de la communauté forale de Navarre, dans le Nord de l'Espagne.
Elle est située dans la zone linguistique mixte de la province, dans la mérindade de Sangüesa et à 36 km de sa capitale, Pampelune.
Le secrétaire de mairie est aussi celui d'Urraúl Alto.

## Démographie
| Évolution démographique                                     | Évolution démographique | Évolution démographique | Évolution démographique | Évolution démographique | Évolution démographique | Évolution démographique | Évolution démographique | Évolution démographique | Évolution démographique | Évolution démographique |
| 1996                                                        | 1998                    | 1999                    | 2000                    | 2001                    | 2002                    | 2003                    | 2004                    | 2005                    | 2006                    | 2007                    |
| ----------------------------------------------------------- | ----------------------- | ----------------------- | ----------------------- | ----------------------- | ----------------------- | ----------------------- | ----------------------- | ----------------------- | ----------------------- | ----------------------- |
| 284                                                         | 274                     | 273                     | 279                     | 277                     | 285                     | 287                     | 289                     | 289                     | 283                     | 288                     |
| Sources: Urraúl Bajo et instituto de estadística de navarra |                         |                         |                         |                         |                         |                         |                         |                         |                         |                         |

La municipalité se compose des villages suivants:
| Nom village | Pop. (2006) |
| ----------- | ----------- |
| Artieda     | 109         |
| Rípodas     | 19          |
| San Vicente | 26          |
| Tabar       | 74          |

### Sources
- (es) Cet article est partiellement ou en totalité issu de l’article de Wikipédia en espagnol intitulé « Urraúl Bajo » (voir la liste des auteurs).